# Kolej Miast Morawsko-Śląskich
Kolej Miast Morawsko-Śląskich (niem. Mährisch-Schlesische Städtebahn, cz. Dráha moravskoslezských měst) – austro-węgierska linia kolejowa łącząca Kojetín przez Kromieryż, Valašské Meziříčí, Frydek i Cieszyn z Bielskiem, wybudowana przez spółkę C. k. Uprzywilejowanej Kolei Północnej Cesarza Ferdynanda w latach 1886–1888.

## Historia

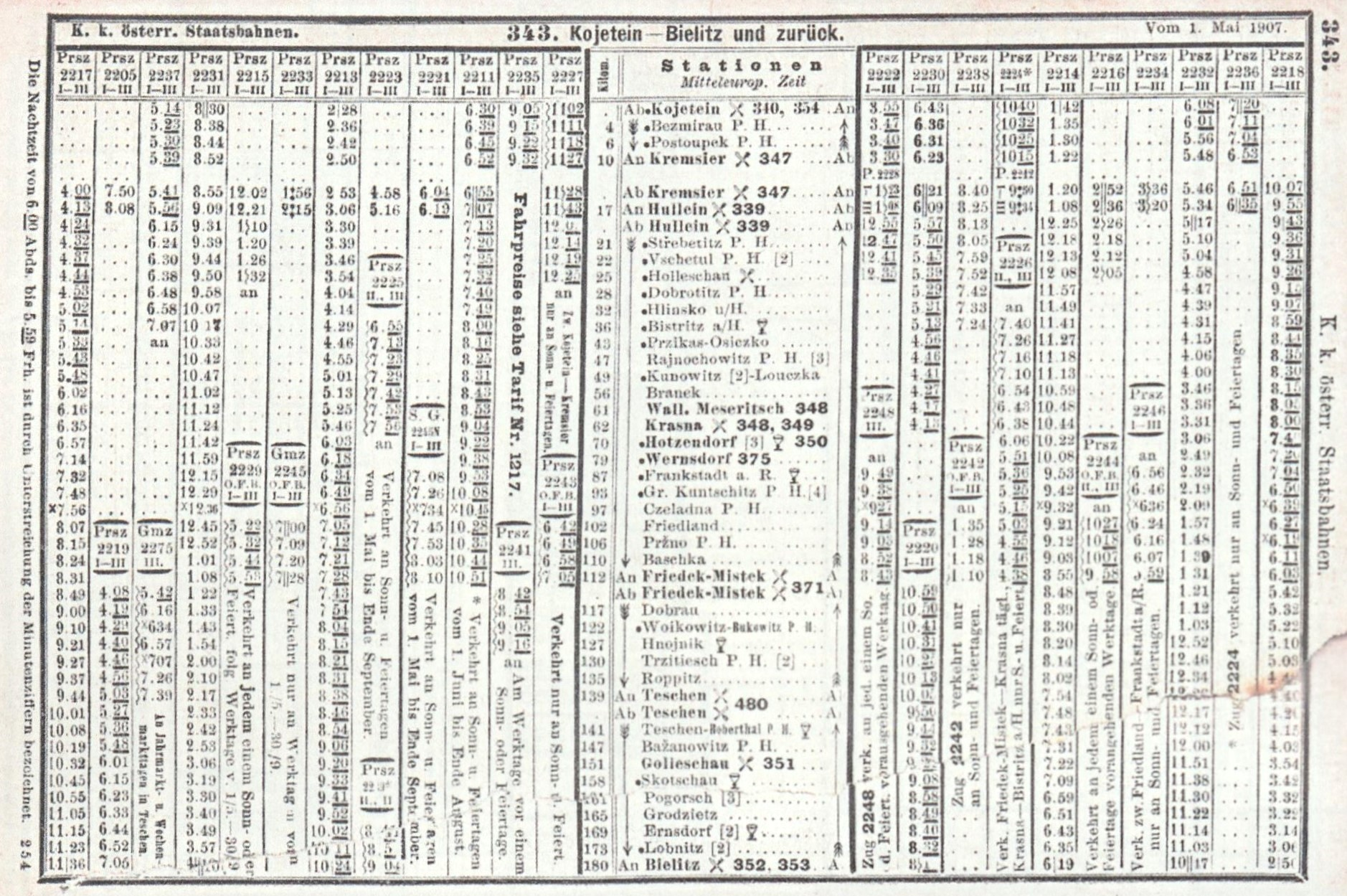
Rozkład jazdy pociągów na Kolei Miast Morawsko-Śląskich (oznaczonej jako linia 343) w 1907 – pierwszy rok po upaństwowieniu

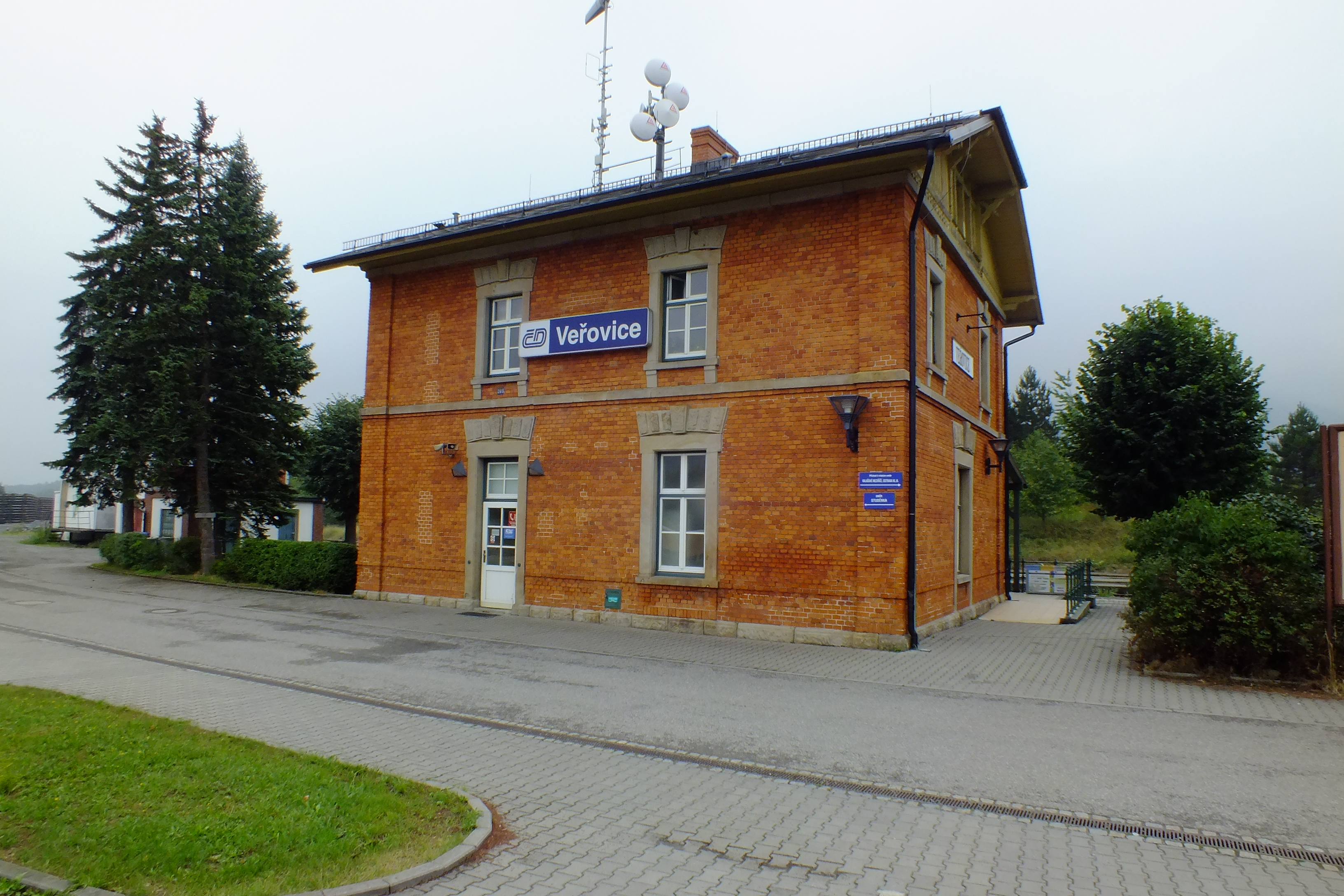
Veřovice – budynek typowy małej stacji

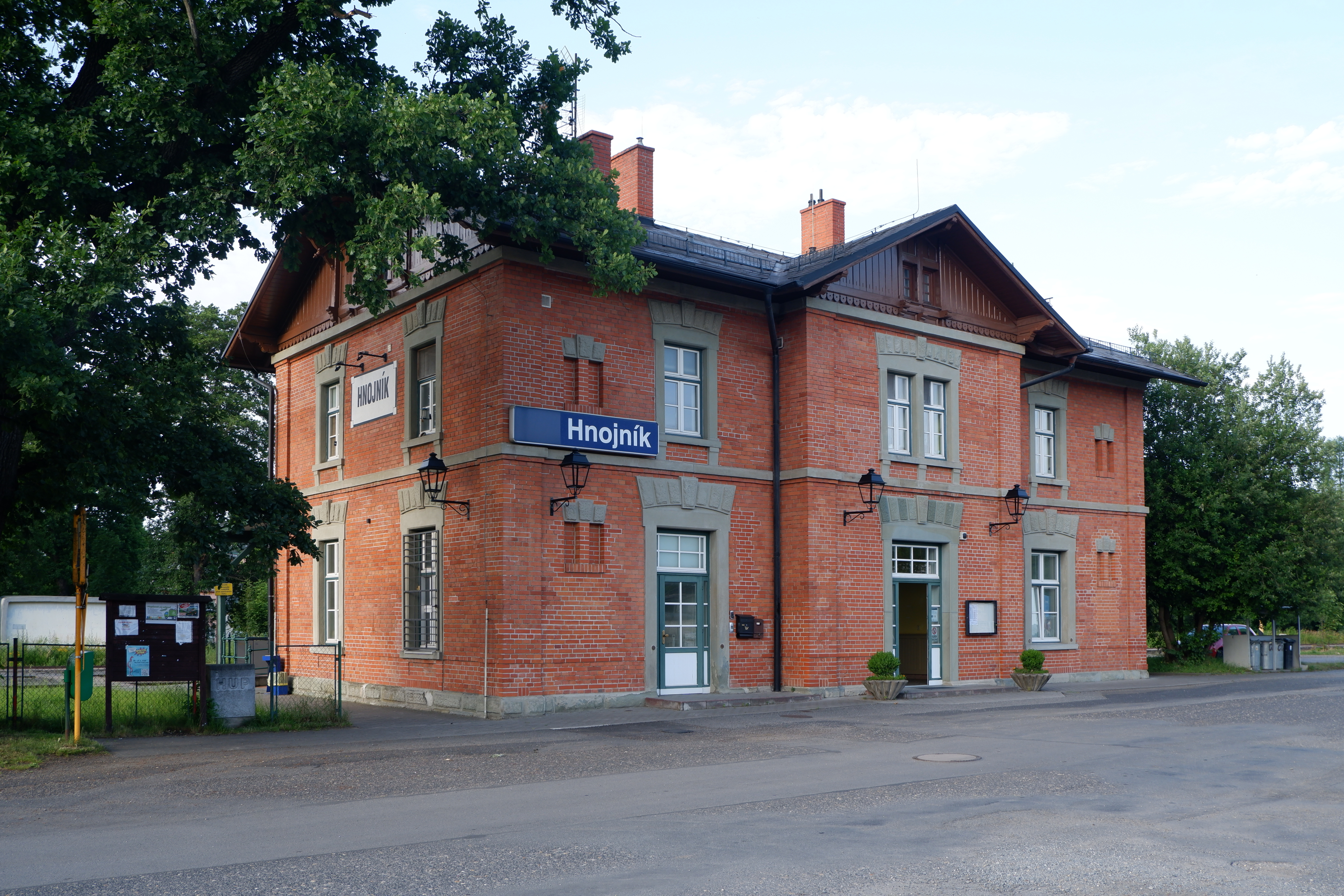
Gnojnik – budynek typowy średniej stacji

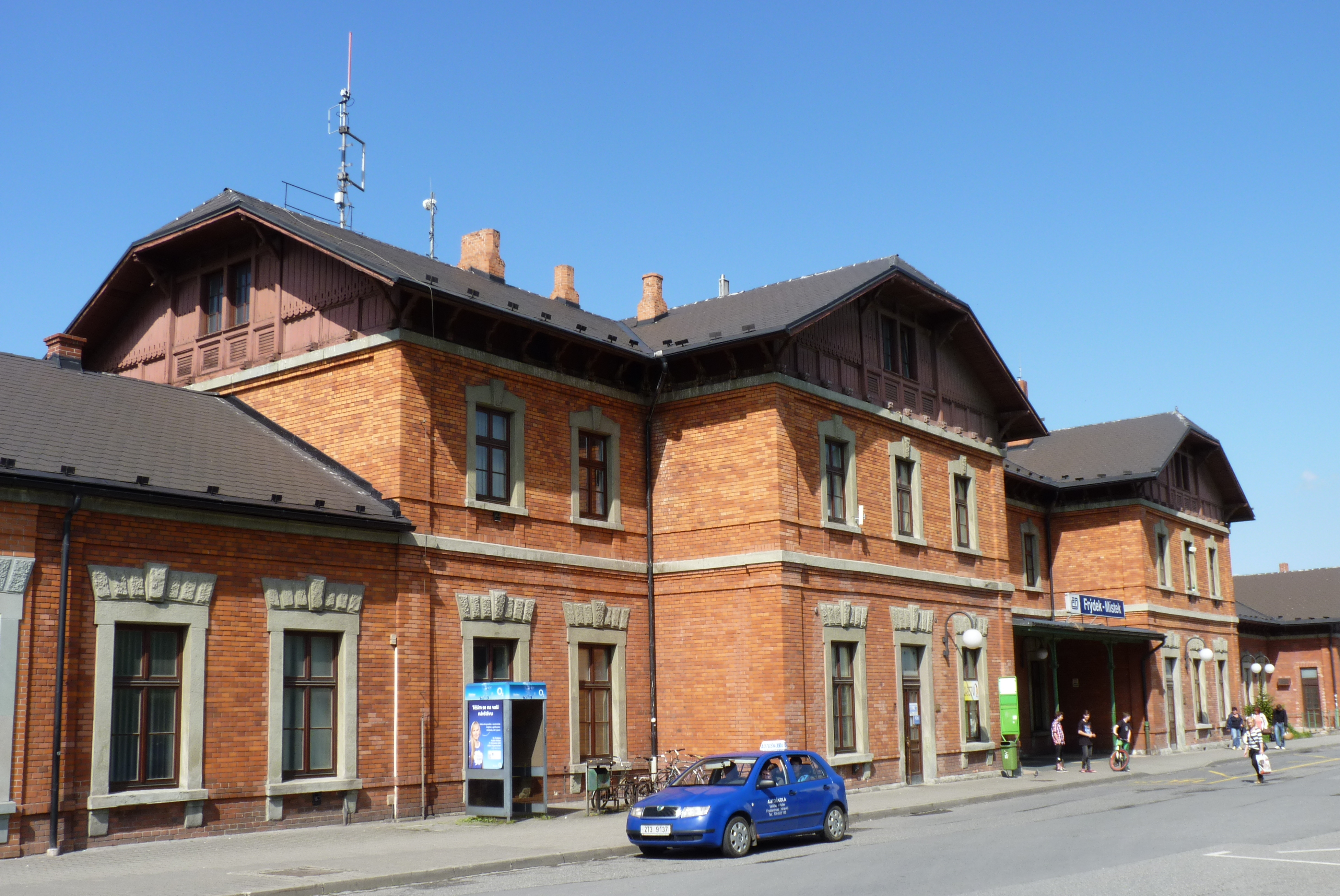
Frydek-Mistek – budynek typowy dużej stacji

Najstarszym fragmentem linii jest 7,6-kilometrowy odcinek Kromieryż – Hulín wybudowany w 1880 przez spółkę Actiengesellschaft der priv. Kremsierer Eisenbahn (Spółka Akcyjna Prywatnej Kolei Kromieryskiej) w celu połączenia miasta Kromieryż z Koleją Północną. W 1882 ta sama spółka rozbudowała trasę o odcinek z Hulína przez Holešov do miasteczka Bystřice pod Hostýnem. 
Właściwa historia Kolei Miast Morawsko-Śląskich rozpoczyna się 1 stycznia 1886, gdy spółka K. k. privilegirte Kaiser Ferdinands-Nordbahn (C. k. Uprzywilejowana Kolej Północna Cesarza Ferdynanda) otrzymała koncesję na dalszą obsługę swoich dotychczasowych tras oraz budowę dwóch nowych: z Bielska przez Cieszyn, Frydlant i Frenštát do Valašskiego Meziříčí, jak też z Valašskiego Meziříčí do Bystřicy oraz z Kromieryża do Kojetína do połączenia z Morawsko-Śląską Koleją Północną. Spółka została zobowiązana wykonać prace budowlane w ciągu dwóch i pół roku od udzielenia koncesji oraz połączyć budowane odcinki z już istniejącymi fragmentami Kolei Kromieryskiej tak, by ruch między Galicyjską Koleją Transwersalną a Morawsko-Śląską Koleją Północną mógł odbywać się bez przeszkód. Wymagało to ich odkupu, w sprawie którego stosowną umowę podpisano ze spółką Kolei Kromieryskiej po wielomiesięcznych negocjacjach 7 stycznia 1887. Odkupiony został też 1,1-kilometrowy odcinek między Valašskim Meziříčím a Krásnem nad Bečvą od spółki Österreichische Lokaleisenbahngesellschaft (ÖLEG), do której należała linia Hranice – Vsetín, a ponadto zawarto umowę ze spółką Ostrau-Friedlander Eisenbahn (Kolej Ostrawsko-Frydlandzka) o wspólnym używaniu 10,1-kilometrowego odcinka pomiędzy Frydlantem a Frydkiem. Prace projektowe nad pozostałą częścią nowej trasy rozpoczęto w kwietniu 1886.
Uroczyste otwarcie odcinka Kojetín – Frydek miało miejsce 1 maja 1888, a odcinka Frydek – Bielsko 1 czerwca 1888. Łączna długość trasy wyniosła 179,286 km. Wybudowane na niej budynki stacyjne powstały według projektów typowych autorstwa Antona Dachlera – były jednopiętrowe, przykryte dachami naczółkowymi, z elewacją z nietynkowanej cegły i skromną dekoracją sztukatorską, w przypadku większych obiektów z ryzalitami na osiach ścian frontowych. Do dziś zachowały się w swojej oryginalnej formie na stacjach w Hostašovicach, Veřovicach, Kunčicach pod Ondřejníkiem, Frydku-Mistku (dawniej Frydek), Dobrej, Gnojniku, Ropicy, Cieszynie (dawniej Cieszyn Bobrek), Goleszowie, Skoczowie, Pogórzu, Jaworzu i Bielsku-Białej Wapienicy; w częściowo przebudowanej również w Osíčku, Kunovicach-Loučce i Brankach. Ponadto funkcjonujące do dziś budynki dworców Czeski Cieszyn (dawniej dworzec główny w Cieszynie) i Bielsko-Biała Główna (dawniej Bielsko) powstały już po uruchomieniu Kolei Miast Morawsko-Śląskich i wykazują podobieństwa w swojej stylistyce do pozostałych. Jako odnogi powstały lokalne linie z Goleszowa do huty w Ustroniu oraz z Hostašovic do Nowego Jiczyna.
4 czerwca 1886 spółka Kolei Północnej otrzymała koncesję na budowę linii z Bielska przez Wadowice do Kalwarii Zebrzydowskiej (obecna linia kolejowa nr 117), której budowa również przypadła na lata 1886–1888 i stojące przy niej budynki stacyjne mają tę samą formę architektoniczną. W niektórych źródłach popularnych pojawia się określenie Kolej Miast Śląskich i Galicyjskich sugerujące, jakoby linia ta była traktowana jako jedna całość z Koleją Miast Morawsko-Śląskich. W rzeczywistości była to odrębna linia lokalna, jedna z kilkudziesięciu zarządzanych przez tę samą spółkę. 
Na mocy ustawy z 31 października 1906 cała sieć spółki Kolei Północnej, w tym Kolej Miast Morawsko-Śląskich, została upaństwowiona. Po rozpadzie monarchii austro-węgierskiej trasa została podzielona między czechosłowackie i polskie koleje państwowe. Jej odcinki wchodzą w skład następujących współczesnych linii kolejowych w Czechach i Polsce:
- linia kolejowa nr 303 (Kojetín – Valašské Meziříčí)
- linia kolejowa nr 323 (Valašské Meziříčí – Frydek-Mistek)
- linia kolejowa nr 322 (Frydek-Mistek – Czeski Cieszyn)
- linia kolejowa nr 190 (Czeski Cieszyn – Bielsko-Biała Główna)